# Římskokatolická farnost Nové Veselí
Římskokatolická farnost Nové Veselí je územním společenstvím římských katolíků v rámci žďárského děkanství brněnské diecéze s farním kostelem svatého Václava.

## Historie farnosti
První písemná zmínka o obci pochází z roku 1377. Farní barokní kostel svatého Václava byl postaven v polovině 18. století, vysvěcen byl roku 1757.

## Znak farnosti
Knížecí koruna odkazuje na sv. Václava, červený rám na žďárský cisterciácký klášter a studna s 2 hvězdami na jméno tohoto kláštera Studnice Panny Marie. Pět hvězd kolem svatováclavské koruny dole odkazuje jak na sv. Jana Nepomuckého tak na pět mariánských kaplí ve farnosti. Znak vytvořil heraldik Josef Plch z Jedovnic.

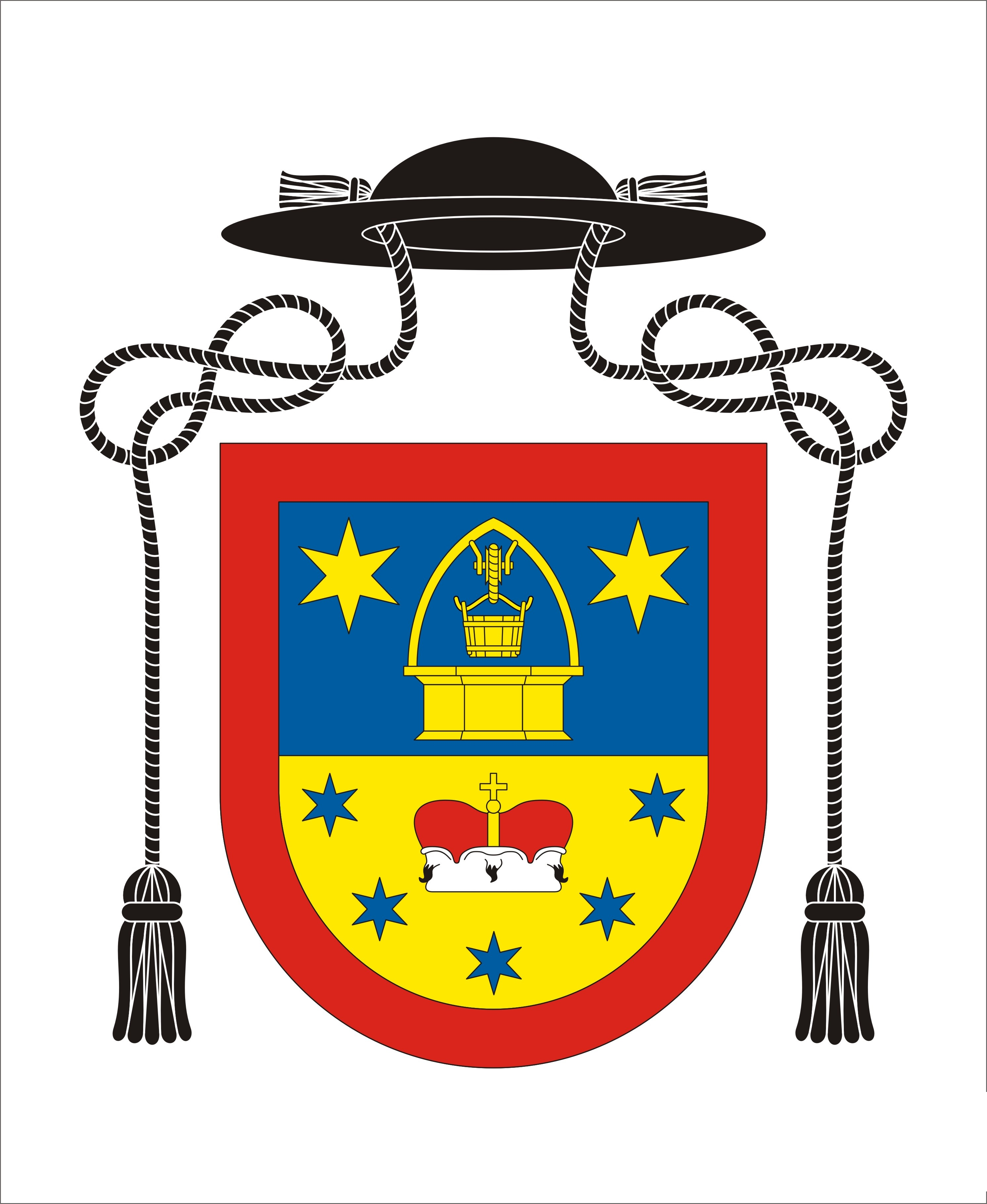

## Duchovní správci
1393 - 1. písemná zmínka o kostele (1377 - 1. písemná zmínka o obci)
Ze souvislé  řady katolických farářů se nám zachovalo jen pár jmen:
1397 - farář Adam Smilův a kaplan Ondřej
1515 - farář Řehoř
Pastoři luteránského vyznání v době Aleny Meziříčské a dědiců (podle pravidla: „Koho panství, toho náboženství.“) 1579 Ladislav Corvinus, 1606 Jiří Bakovský, 1614 Jan Jurovec, 1616 Pavel Matoušek Čeravský
Po obnovení katolické duchovní správy:
1. P. Petr Rummer, nastoupil 1628 2. P. Bartoloměj Pramen, nast. 1634, odešel 1640 3. P. Bartoloměj Vostinský, nast. 1640, odešel 1640 4. P. Jiří Stanislav Kordnel  , nast. 1640, odešel 1653 5. P. Heřman Bartoloměj Sartorius, nast. 1653, odešel 1662, možná měl příjmení Krejčí, což je latinský překlad slova Sartorius 6. P. Václav Senický, nar. Ve Vyškově, nast. 1662, odešel 1668 7. P. Jan Skalka, nast. 1668, odešel 1698 8. P. Jan Kryštof Kubelius, nar. v Telči, nast. 1698, odešel 1705 do Lukova 9. P. Vavřinec Veselý, nast. 1705, odešel 1709 10. P. Matěj Jakeš, nast. 1709, odešel 1722 11. P. Kašpar Jedlička, nast. 1722, odešel 1733 do Šitbořic 12. P. Václav Plasek, nast. 1733, odešel 1733 13. P. Václav Zadražil, nast. 1733, + 1747 14. P. František Kunda, nast. 1747, za něho postaven kostel, odešel 1767 15. P. František Peška, nast. 1767, odešel 1772 16. P. Isidor Mareš, nar. 1743 v Novém Městě, vysvěcen 1766, nast. 1772, za něho postavena fara, děkan, + 12.4.1808 17. P. Kašpar Urbánek, nar. 1762 v Telči, vysvěcen 1789, nast. 1808, + 22.4.1848 18. P. Jakub Vejvoda, nar. 1806 v Rychtářově na Vyškovsku, vysvěcen 1833, nast. 1848, + 19.8.1877 19. P. Hubert Zelinka, nar. 1827 v Náměšti nad Oslavou, vysvěcen 1852, nast. 1877, odešel 1890 do Žďára, + 5.4.1903 20. P. Arnošt Vlček, nar. 1842 v Příštpu u Jaroměřic n. Rokytnou, vysvěcen 1867, nast. 1890, odešel 1893 do Borkovan u Brna, + 12.10.1916 21. P. František Chalupa, nar. 28.10.1853  v Měříně, vysvěcen 1879 v Brně, v N. Veselí  1893 – 1898, odchází do Zábrdovic, kde slouží do r. 1919, + 22.2.1925 22. P. František Vítek, nar.  4.9.1858 v Týništi v Čechách, vysvěcen 1883, 1891 – 1898 farář v Jamách, v N. Veselí 1898 – 1912, odešel do Polné, kde byl až do smrti děkanem a poslední rok okresním vikářem, + 5.10.1942 v Polné 23. P. Jan Filipovič, nar. 8.5.1876 v Moravské Nové Vsi, vysvěcen 1901 v Brně, v N. Veselí 1912 – 27.12.1941, kdy zemřel a pochován v N. Veselí na starém hřbitově 24. P. Emanuel Kuchař, nar. 8.8.1910 v Prostějově, vysvěcen 1935, v Novém Veselí 1942 – 1951, kdy odešel do Rybného u Rychnova nad Kněžnou 25. P. Karel Trunda, 14.02.1920 narozen v Protivanově, 29.07.1945 vysvěcen na kněze v Brně, 1951 – 1960 v N. Veselí, pak odešel do Nového Města  a v roce 1964 do Čebína, kde v květnu 1986 zemřel slepý a 31.5. byl pohřben 26. P. Rudolf Pazourek, 21.09.1923 narozen ve Vysokých Popovicích,   05.07.1947 vysvěcen na kněze v Brně, od 01.04.1960 administrátor v Novém Veselí, 17.08.1960 zajištěn – bez státního souhlasu,  od 15.04.1969 administrátor  v Dubňanech, pak ve Vratěníně od r.1972 farář v Cetkovicích u Boskovic, tam 21.10.1995 zemřel a pohřben 27. P. Karel Šindelář, nar. 30. 12. 1915 v Předhoří ve farnosti Luka n. Jihl., vysvěcen 1940 v Brně, 1946 – 1960 administrátor v Horních a Dolních Věstonicích, v N. Veselí od r.  1960,  děkan žďárský, později i arcikněz jihlavský, + 7.11. 1981 a pohřben na starém hřbitově 28. P. Alois Weigl, nar. 7.2.1927 ve Svatoslavi u Brna, vyhnán ze semináře k PTP, pak ve výrobě, vysvěcen až 1970 v Brně, v N. Veselí od r. 1981, od r. 1986 i Bohdalov, zemřel v nemocnici v N. Městě 11.5.2009 a pochován ve Svatoslavi 29. P. RNDr Miroslav Kazík, nar. 1957 v Uh. Hradišti, vysvěcen 27.6.1998 v Brně, v N. Veselí a Bohdalově 2009 – 2017 , přeložen do Ivančic u Brna 30. P. Mons. Mgr. Jan Peňáz  

## Bohoslužby
| Kostel                              | Místo         | Bohoslužba (den)                   | Hodina                                                      | Poznámka     |
| ----------------------------------- | ------------- | ---------------------------------- | ----------------------------------------------------------- | ------------ |
| svatého Václava                     | Nové Veselí   | neděle pondělí středa pátek sobota | 8.00 7.30 17.00 (zima)/18.00 (léto) 7.00 (zima)/7.30 (léto) | farní kostel |
| Jména Panny Marie                   | Matějov       |                                    |                                                             | kaple        |
| Panny Marie Sněžné                  | Budeč         |                                    |                                                             | kaple        |
| Panny Marie Královny                | Újezd         |                                    |                                                             | kaple        |
| Panny Marie Bolestné                | Březí n. Osl. |                                    |                                                             | kaple        |
| Navštívení Panny Marie              | Kotlasy       |                                    |                                                             | kaple        |
| Svatých Rocha, Šebestiána a Rozálie | Nové Veselí   |                                    |                                                             | kaplička     |

Každý druhý pátek v měsíci je v 17 hodin mše sv. pro rodiče s malými dětmi se zpěvem rychlejších dětských písní.

## Aktivity ve farnosti
Adorační den připadá na 13. září.
Každý rok jsou pouti ve všech obcích. V roce 2025 to bude 25/5 v Kotlasích, 3/8 v Budči, 17/8 u kapličky v N. Veselí, 24/8 v Újezdě, 31/8 dožínky s poděkováním za úrodu a s prosbami za všechny ve škole – ale bez žehnání aktovek, žehnáme dětem i všem vychovatelům, 7/9 v Matějově, 14/9 v Březí a 28/9 v N. Veselí.
Dne 17. června 2018  a 14. října 2023 se konalo ve farním kostele biřmování. Svátost mladým lidem z farností Nové Veselí a Bohdalov udělil pokaždé o. biskup Vojtěch Cikrle. V roce 2023 zasadili mladí na památku tohoto dne před farou 2 střemchy vonné, též jako symbol vonného posvátného oleje, kterým byli pomazáni.
Ve farnosti se pravidelně koná tříkrálová sbírka. Při tříkrálové sbírce v roce 2025 chodilo v Novém Veselí 7 skupinek, koledníků bylo 23 - školáci od 1. do 9. třídy. Doprovázeli je 2 dospělí a 5 středoškoláků. Vybralo se 77.163,- Kč, v Újezdě 41.470,- Kč, v Březí nad Osl. 19.890,- Kč, v Budči 12.270,- Kč, v Matějově 14.490,- Kč, v Kotlasích 8.200,- Kč, celkem ve farnosti 173.483,- Kč, v roce 2024  se vybralo 162.815,- Kč.   Pán Bůh zaplať všem dárcům i koledníkům.